# Impedancia de entrada
La impedancia de entrada de una red eléctrica es la impedancia equivalente "vista" por una fuente de energía conectada a tal red. Si la fuente entrega un valor conocido de voltaje o de corriente, tal impedancia puede ser calculada usando la ley de Ohm. La impedancia de entrada es el circuito equivalente Thévenin de una red eléctrica, modelada por una combinación de RL (resistencia-inductancia) o de RC (resistencia-capacitancia), con valores equivalentes que resultarían en la misma respuesta que la de la red. También es llamada Z11 en términos de parámetros-Z. Grosso modo, la definición exacta depende del campo de estudio particular. 

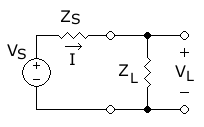
Circuito simple de carga y fuente(Z_{S} es la impedancia de salida vista por la carga, y Z_{L} es la impedancia de entrada vista por la fuente).

## Campos de acción

### Sistemas de audio
Generalmente en sistemas de audio y sistemas de alta fidelidad, los amplificadores tienen una impedancia de entrada de bastantes órdenes de magnitud más altos que la impedancia de salida de la fuente conectada a esa entrada. Este concepto también es llamado puente de impedancia. En este caso, 
Zcarga >> Zfuente
La impedancia de entrada de la fase de puente (carga) es mucho más grande que la fase de manejo (fuente).
En general, esta configuración será más resistente al ruido (particularmente zumbido). Además, los efectos de carga de la fase del amplificador de manejo son reducidos. En ciertos circuitos una fase de seguimiento de tensión es usada para hacer coincidir la impedancia de carga y de fuente, lo cual resulta en la máxima transferencia de energía.

### Sistemas de video y sistemas de alta frecuencia (RF)
En sistemas de RF, la impedancia de entrada de las entradas, la impedancia característica de la línea de transmisión, y la impedancia de carga tienen que ser iguales (o coincidentes) para reducir reflexiones de señal. Las reflexiones de señal pueden resultar en distorsión y daño potencial de la circuitería de manejo. Esto es conocido como una conexión emparejada, y el proceso de corrección del desajuste de una impedancia es llamado adaptación de impedancias. Los valores típicos son 50 Ω y 75 Ω. En los circuitos de video análogo estas reflexiones pueden causar ghosting, donde el eco de la tardanza del tiempo en el principio de la imagen aparece como una imagen débil y desplazada (típicamente al derecho de la imagen principal). En los sistemas de alta velocidad digital, como video HD, las reflexiones resultan en interferencia y potencial corrupción de señal. 
Zcarga = Zlínea = Zfuente

### Sistemas de energía de radio frecuencia
En circuitos que cargan una cantidad alta de energía, hay diferentes formas de "adaptar" la impedancia, con dos propósitos diferentes:
1. La máxima energía a la máxima eficiencia será transferida cuando las impedacias son la conjugada adaptada a través de la cadena de energía, desde la salida del transmisor, a través de la línea de transmisión (un par balanceado, un cable coaxial, o una guía de onda), al sistema de la antena, el cual consiste en un dispositivo de adaptación de impedancia en el/los elemento(s) radiante(s). Para la energía máxima, Zcarga = Zfuente* (donde * indica la conjugada)
2. El no poder coincidir las impedacias creará una onda estacionaria en la línea de transmisión debido a reflexiones. Estas serán regiones periódicas de tensión más alta de la normal. Si esta tensión excede la fuerza de saturación dieléctrica del material aislante de la línea entonces ocurrirá un arco. Esto puede causar una pulso reactivo de alta tensión que puede destruir la fase final del transmisor. Para adaptaciones sin reflexión Zcarga = Zfuente (sin conjugada).

En el caso de impedancias puramente resistivas (sin componentes reactivos), los dos tipos de adaptación de impedancias son idénticos.